# Vince Matthews
Vincent Edward (Vince) Matthews (New York, 16 december 1947) is een Amerikaans oud-atleet, die gespecialiseerd was in de sprint. Hij werd olympisch kampioen op de 400 m en de 4 x 400 m estafette.

## Biografie
Vlak voor de Olympische Spelen van 1968 in Mexico-Stad verbeterde Matthews het wereldrecord op de 400 m tot 44,4 seconden. Deze tijd werd echter nooit erkend, omdat hij gebruik had gemaakt van de niet toegestane "brush spikes". Bij de Amerikaanse olympische selectiewedstrijden werd hij verslagen door Lee Evans, Larry James en Ron Freeman. Samen met deze zelfde atleten vertegenwoordigde hij de Verenigde Staten op de 4 x 400 m estafette. Het team plaatste zich in de finale en won deze in een wereldrecordtijd van 2.56,16. Dit record werd pas na 26 jaar verbroken, nadat het in 1988 was geëvenaard door de Amerikaanse estafetteploeg bestaande uit Daniel Everett, Steve Lewis, Kevin Robinzine, Butch Reynolds. Hierna stopte hij enige tijd met atletiek omdat hij zijn tijd nodig had voor zijn werk en zijn huwelijk.
Vier jaar later wist Matthews echter weer in topvorm te komen. Bij de Amerikaanse selectiewedstrijden werd hij derde (achter John Smith en Wayne Collett) en versloeg zijn oude rivaal Evans, die met een vierde plaats genoegen moest nemen. Op de Olympische Spelen van München boekte Matthews zijn grootste succes van zijn sportieve loopbaan door goud te veroveren op de 400 m. Met een persoonlijke recordtijd van 44,66 zijn landgenoot Collett (zilver; 44,80) en de Keniaan Julius Sang (brons; 44,92). Zijn medaille kreeg echter een donkere keerzijde doordat hij en Collett door het Internationaal Olympisch Comité levenslang werden geschorst wegens het praten en giebelen tijdens het spelen van het Amerikaanse volkslied gedurende de medailleceromonie. Sommige beweerden dat dit een vergelijkbaar protest was als het Black Power-protest van Tommie Smith en John Carlos in 1968, die hiermee wilde protesteren tegen de discriminatie van de Afro-Amerikaanse bevolking. Het gevolg was dat de Verenigde Staten niet genoeg lopers had op de 4 x 400 m estafette en zich moest terugtrekken uit deze wedstrijd.
In zijn actieve tijd was hij aangesloten bij de BOHAA Club.

## Titels
- Olympisch kampioen 400 m - 1972
- Olympisch kampioen 4 x 400 m - 1968

## Persoonlijke records
| Onderdeel | Prestatie | Datum            | Plaats  |
| --------- | --------- | ---------------- | ------- |
| 200 m     | 20,7 s    | 1972             |         |
| 400 m     | 44,66 s   | 7 september 1972 | München |

## Wereldrecords
| Tijd (min)       | Estafetteploeg | Teamleden                                        | Datum           | Plaats      |
| ---------------- | -------------- | ------------------------------------------------ | --------------- | ----------- |
| 2.56,1 (2.56,16) | USA            | Vince Matthews Ron Freeman Larry James Lee Evans | 20 oktober 1968 | Mexico-Stad |

## Palmares

### 400 m
- 1967:  Pan-Amerikaanse Spelen - 45,13 s
- 1972:  OS - 44,66 s

### 4 x 400 m
- 1968:  OS - 2.56,1

1896: Thomas Burke ·
1900: Maxey Long ·
1904: Harry Hillman ·
1908: Wyndham Halswelle ·
1912: Charles Reidpath ·
1920: Bevil Rudd ·
1924: Eric Liddell ·
1928: Ray Barbuti ·
1932: Bill Carr ·
1936: Archie Williams ·
1948: Arthur Wint ·
1952: George Rhoden ·
1956: Charlie Jenkins ·
1960: Otis Davis ·
1964: Mike Larrabee ·
1968: Lee Evans ·
1972: Vince Matthews ·
1976: Alberto Juantorena ·
1980: Viktor Markin ·
1984: Alonzo Babers ·
1988: Steve Lewis ·
1992: Quincy Watts ·
1996: Michael Johnson ·
2000: Michael Johnson ·
2004: Jeremy Wariner ·
2008: LaShawn Merritt ·
2012: Kirani James · 
2016: Wayde van Niekerk · 
2020: Steven Gardiner · 
2024: Quincy Hall
1912: Sheppard, Lindberg, Meredith, Reidpath ·
1920: Griffiths, Lindsay, Ainsworth-Davis, Butler ·
1924: Cochran, Helffrich, MacDonald, Stevenson ·
1928: Baird, Alderman, Spencer, Barbuti ·
1932: Fuqua, Ablowich, Warner, Carr ·
1936: Wolff, Rampling, Roberts, Brown ·
1948: Harnden, Bourland, Cochran, Whitfield ·
1952: Wint, Laing, McKenley, Rhoden ·
1956: Jenkins, Jones, Mashburn, Courtney ·
1960: Yerman, Young, G. Davis, O. Davis ·
1964: Cassell, Larrabee, Williams, Carr ·
1968: Matthews, Freeman, James, Evans ·
1972: Asati, Nyamau, Ouko, Sang ·
1976: Frazier, Brown, Newhouse, Parks ·
1980: Valiulis, Linge, Tsjernetski, Markin ·
1984: Nix, Armstead, Babers, McKay ·
1988: Everett, Lewis, Robinzine, Reynolds ·
1992: Valmon, Watts, Johnson, Lewis ·
1996: Harrison, Smith, Mills, Maybank ·
2000: Bada, Chukwu, Monye, Udo-Obong  ·
2004: Harris, Brew, Wariner, Williamson ·
2008: Merritt, Taylor, Neville, Wariner ·
2012: Brown, Pinder, Mathieu, Miller ·
2016: Hall, McQuay, Roberts, Merritt ·
2020: Cherry, Norman, Deadmon, Benjamin ·
2024: Bailey, Norwood, Deadmon, Benjamin
- World Athletics: 14345933
- Library of Congress Control Number: nr99008870
- Virtual International Authority File: 76235300
- WorldCat: E39PBJgRVHP4FKwJBqwbCCkxDq